# Плотники (Бежецкий район)
Плотники — деревня в Бежецком районе Тверской области. Входит в состав Сукроменского сельского поселения.

## География
Деревня расположена в юго-восточной части района на берегу реки Белка. Находится в 22 км к юго-востоку от города Бежецк и в 8 км от села Сукромны. Ближайший населённый пункт — деревня Бор Бельский.

## История
В списке населённых мест Бежецкого уезда Тверской губернии за 1859 год значится деревня Плотники. Располагалась при колодце в 18 верстах от уездного города. Имела 84 двора и 548 жителей.
До 2005 года деревня являлась центром упразднённого в настоящее время Плотниковского сельского округа.

## Население
| 2008 | 2010 |
| ---- | ---- |
| 172  | ↗201 |

В 2002 году население деревни составляло 253 человека.
Согласно результатам переписи 2002 года, в национальной структуре населения русские составляли 97 % от жителей.